# Majasaari (ö i Norra Karelen, Joensuu, lat 62,88, long 31,12)
Majasaari är en ö i Finland. Den ligger i sjön Valkeajärvi och i kommunen Ilomants i den ekonomiska regionen  Joensuu ekonomiska region  och landskapet Norra Karelen, i den östra delen av landet, 400 km nordost om huvudstaden Helsingfors. Öns area är 0,1 hektar och dess största längd är 60 meter i öst-västlig riktning.